# Corrie Harbour

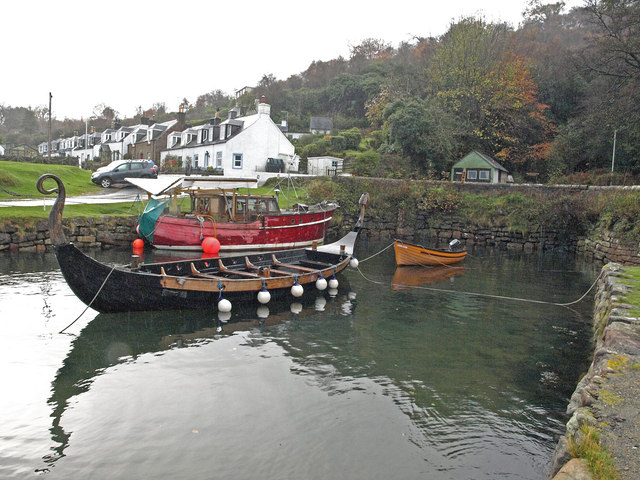
Corrie Harbour

Corrie Harbour ist eine kleine Hafenanlage in der schottischen Ortschaft Corrie auf der Insel Arran in der Council Area North Ayrshire. 1980 wurde das Bauwerk in die schottischen Denkmallisten in der Denkmalkategorie C aufgenommen. Die Anlage ist nicht zu verwechseln mit einer Slipanlage in der Ortschaft.

## Beschreibung
Der Hafen stammt aus dem 18. und 19. Jahrhundert. Er befindet sich an der Küstenstraße A841 in der Mitte der langgezogenen Ortschaft Corrie. Es handelt sich um die Mündungen eines kleinen Baches, welche befestigt wurde. Hierzu wurde sie mit einer Bruchsteinmauer eingefasst. Der geschützte Bereich ist sehr klein und vermag lediglich wenige kleine Boote aufzunehmen.